# Kash Patel
Kashyap „Kash” Patel (n. 25 februarie 1980, Garden City, Hempstead⁠(d), New York, SUA) este un avocat american și fost procuror federal⁠(d) în cadrul Departamentului de Justiție al SUA. Anterior, a fost șef de cabinet al secretarului apărării Christopher C. Miller⁠(d) și consilier principal al directorului interimar al informațiilor naționale⁠(d), ambele funcții ocupate în timpul primei președinții a lui Donald Trump⁠(d). În noiembrie 2024, președintele ales Trump l-a nominalizat pe Patel pentru a-l succeda pe Christopher A. Wray⁠(d) ca director al Biroului Federal de Investigații.
Membru al Partidului Republican, Patel a fost numit consilier principal pentru combaterea terorismului în cadrul Comisiei Selecte pentru Informații a Camerei Reprezentanților în 2017, precum și director principal al Direcției de Combatere a Terorismului din cadrul Consiliul Național de Securitate al SUA în 2019. A lucrat ca asistent principal al congresmanului Devin Nunes⁠(d) în perioada în care acesta a fost președintele Comisiei pentru Informații a Camerei Reprezentanților. În timpul colaborării cu Nunes, Patel a jucat un rol esențial în sprijinirea investigațiilor conduse de republicani privind Trump și ingerința rusească în alegerile din 2016⁠(d).
Patel a fost instrumental în redactarea memorandumui Nunes⁠(d) din 2018, care a susținut că au existat erori în cererea FBI pentru un mandat de supraveghere asupra unui consilier al campaniei lui Trump din 2016.

## Biografie
Kash Patel s-a născut în Garden City, New York, într-o familie de imigranți indieni gujarati. Părinții săi s-au mutat prima dată în Canada la începutul anilor 1970 din Africa de Est, unde îndurau o regulă represivă. Ulterior, s-au mutat în Statele Unite și tatăl său a început să lucreze ca director financiar la o firmă de aviație. Având rădăcini ancestrale în India, Patel a fost crescut cu valorile Hindu. Patel a absolvit Garden City High School⁠(d) din Long Island.
După liceu, Patel a obținut o Licență în Arte⁠(d) în istorie și justiție penală de la Universitatea din Richmond, Virginia în 2002. A obținut un doctorat Juris⁠(d) la Pace University School of Law⁠(d), New York în 2005 și a obținut un certificat în drept internațional la University College London, Anglia în 2004.

## Carieră

### Începutul carierei
După absolvirea facultății de drept, Patel s-a mutat în Florida și a petrecut opt ani ca avocat din oficiu, mai întâi în biroul Miami-Dade County și mai târziu ca avocat din oficiu federal. În calitate de apărător din oficiu, a reprezentat clienți acuzați de infracțiuni grave, inclusiv trafic de droguri internațional, crimă, încălcări ale regimului armelor de foc și contrabandă cu numerar în vrac.
În 2014, Patel a fost angajat ca avocat în cadrul Departamentul de Justiție al Statelor Unite ale Americii - Divizia de Securitate Națională, unde a servit simultan ca avocat de legătură cu Comandamentul Comun pentru Operațiuni Speciale. În 2017, Patel a fost numit consilier principal pe probleme de contraterorism în cadrul Comitetului de Informații al Camerei Reprezentanților.

### Asistent al lui Devin Nunes
În aprilie 2017, Patel a devenit consilierul principal al președintelui Comitetului de Informații al Camerei Reprezentanților, Devin Nunes⁠(d). Patel a jucat un rol proeminent în opoziția republicană față de investigațiile privind Donald Trump și ingerința Rusiei în alegerile din 2016.
Potrivit The New York Times, Patel a fost principalul autor al memorandumului Nunes din 2018, în care se invocă conduita incorectă a FBI în solicitarea unui mandat din partea Foreign Intelligence Surveillance Court⁠(d) (FISC) pentru supravegherea electronică a fostului consilier de campanie al lui Trump Carter Page⁠(d). Această afirmație a fost contestată de directorul de personal al comisiei, de un purtător de cuvânt al lui Nunes și de surse neatribuite intervievate de India Abroad⁠(d). Patel nu a făcut niciun comentariu public pe această temă. The New York Times a opinat că memoriul a fost respins pe scară largă ca fiind „tendențios” și conținând „fapte selecționate”, dar „i-a galvanizat pe aliații președintelui Trump și a făcut din dl Patel un erou printre ei”.
După ce democrații au preluat controlul asupra Camerei Reprezentanților în ianuarie 2019, Patel a lucrat timp de aproximativ o lună în calitate de consilier superior la House Reform and Oversight Committee⁠(d).

### Filiala executivă

#### Posturi
Patel a fost angajat în februarie 2019 ca angajat al Consiliul Național de Securitate (NSC) al președintelui Donald Trump, lucrând în cadrul Direcției de Organizații Internaționale și Alianțe, iar în iulie 2019 a devenit director senior al Direcției de combatere a terorismului, un nou post creat pentru el. Potrivit The Wall Street Journal, Patel a condus o misiune secretă la Damasc la începutul anului 2020 pentru a negocia eliberarea lui Majd Kamalmaz⁠(d) și a jurnalistului Austin Tice⁠(d), ambii deținuți de guvernul sirian.
În februarie 2020, Patel s-a mutat la Oficiul Directorului Serviciului Național de Informații (ODNI), devenind adjunct principal directorului interimar Richard Grenell⁠(d). Mai târziu în aceeași lună, Patel a făcut parte din anturajul lui Trump în timpul vizitei de stat a Statelor Unite în Republica India și a fost menționat în rapoartele de presă ca unul dintre cei doi americani de origine indiană care l-au însoțit pe președinte.

#### Scandalul Trump-Ucraina
La câteva luni de la numirea lui Patel în NSC, s-a suspectat că Patel și-a asumat rolul de canal secundar independent suplimentar pentru președinte, ceea ce a fost considerat ca putând dăuna politicii americane în Ucraina. S-a observat că, în timpul reuniunilor NSC, Patel lua puține notițe și nu era calificat pentru portofoliul său, Organizația Națiunilor Unite.
Steagurile roșii au fost ridicate atunci când Trump s-a referit la Patel ca „unul dintre cei mai importanți specialiști ai săi în politica ucraineană” și, ca atare, a dorit „să discute cu el documentele aferente”. Sarcina reală a lui Patel a fost combaterea terorismului, mai degrabă decât Ucraina. Se crede că acesta a funcționat independent de canalul neregulat și informal al lui Rudy Giuliani. Martorii din ancheta de punere sub acuzare au fost întrebați ce știau despre Patel. Fiona Hill a declarat anchetatorilor că se pare că „Patel s-a implicat în mod necorespunzător în politica ucraineană și i-a trimis informații dlui Trump”. Gordon Sondland⁠(d) și Kent au declarat că nu au dat peste Patel în cursul activității lor.
Într-un articol din octombrie 2019, Politico⁠(d)', citând o sursă anonimă despre care a raportat că a lucrat anterior la Casa Albă, a scris că Patel a avut „acces unic” la Trump și i-a oferit sfaturi „în afara domeniului de aplicare” cu privire la politica Statelor Unite față de Ucraina. Patel a negat afirmațiile și, în luna următoare, a dat în judecată Politico pentru defăimare, solicitând daune în valoare de 25 de milioane de dolari.
La 3 decembrie 2019, raportul Comitetului de Informații al Camerei Reprezentanților a inclus înregistrări telefonice, obținute prin citații la AT&T și/sau Verizon, inclusiv o convorbire telefonică de 25 de minute între Patel și Giuliani la 10 mai 2019. Apelul a avut loc după ce Giuliani și Patel au încercat să se sune timp de mai multe ore și la mai puțin de o oră după un apel între Giuliani și Kurt Volker. La cinci minute după apelul de 25 de minute dintre Giuliani și Patel, un număr de telefon neidentificat l-a sunat pe Giuliani timp de peste 17 minute, după care Giuliani l-a sunat pe asociatul său Lev Parnas⁠(d) timp de aproximativ 12 minute. Într-o declarație făcută pentru CBS News la 4 decembrie 2019, Patel a negat că ar fi făcut parte din canalul secundar al lui Giuliani privind Ucraina, spunând că nu a fost „niciodată un canal secundar al președintelui Trump privind chestiunile legate de Ucraina, deloc, niciodată”, și că convorbirea sa cu Giuliani a fost „personală”.

#### Mutarea propusă pentru a conduce fie FBI, fie CIA
Trump l-a propus pe Patel ca potențial lider fie pentru FBI, fie pentru CIA la începutul anului 2021, după alegerile prezidențiale din 2020 din Statele Unite. Trump a luat în considerare instalarea lui Patel ca director adjunct sau director interimar al CIA, ceea ce ar fi necesitat concedierea actualului director Gina Haspel⁠(d). Această propunere s-a confruntat cu o rezistență semnificativă, inclusiv din partea Procurorului General William Barr⁠(d), care a scris în memoriile sale că Patel ar deveni director FBI doar „peste cadavrul său”.

#### Departamentul Apărării al SUA

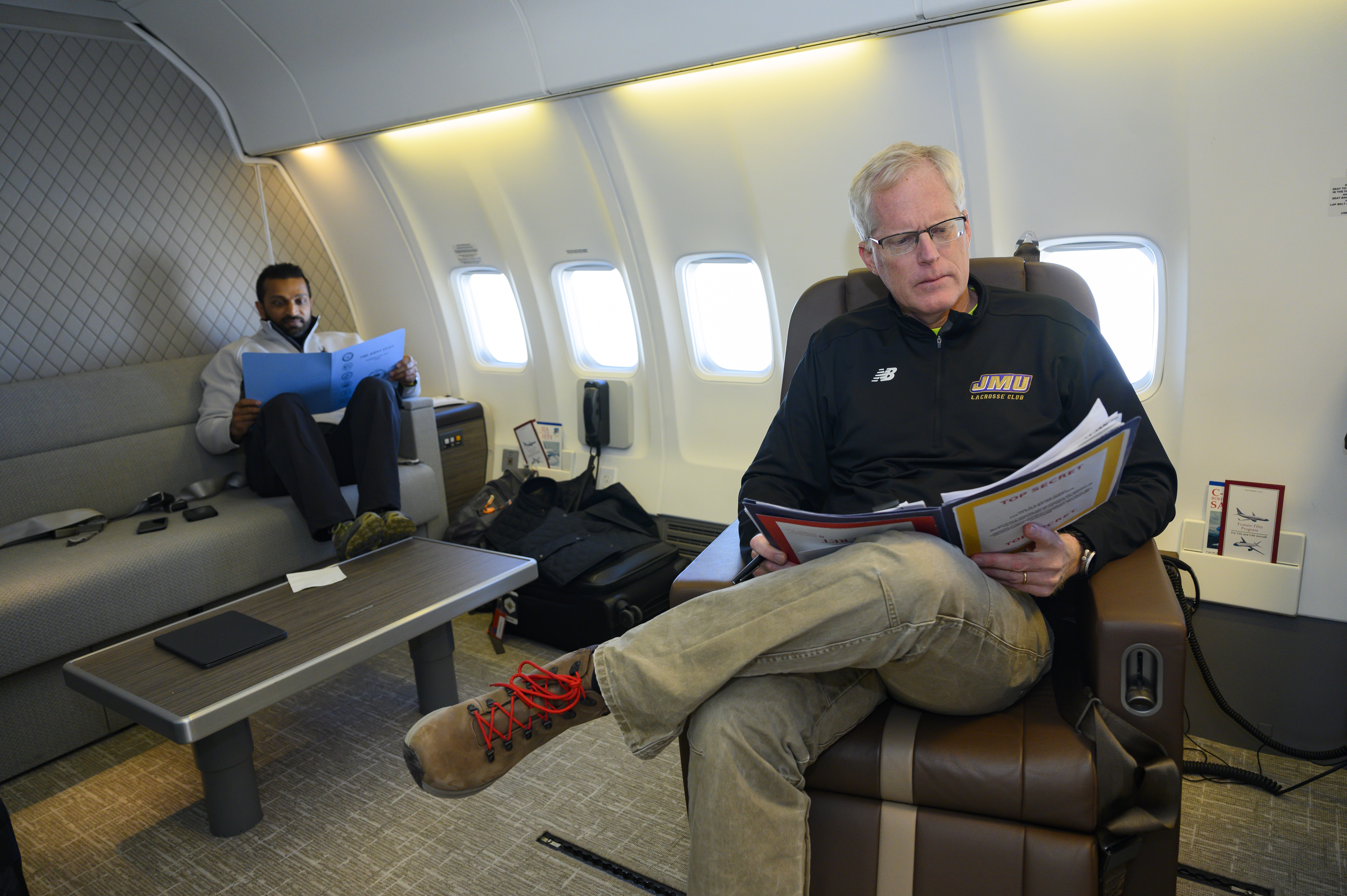
Patel călătorește cu secretarul interimar Miller pe 14 ianuarie 2021

În noiembrie 2020, Trump l-a numit pe Patel șef de cabinet al Secretarului al Apărării interimar Christopher C. Miller⁠(d), o mișcare care a urmat concedierii de către Trump a Secretarului Apărării Mark Esper⁠(d). Patel ar fi susținut că Esper a fost neloial față de Trump prin refuzul de a deplasa trupe militare⁠(d) la Washington pentru a reprima Protestele datorită morții lui George Floyd. Patel a rămas la Pentagon timp de trei luni.
Revista Foreign Policy⁠(d) a legat această mișcare de „refuzul lui Trump de a accepta rezultatele alegerilor”. Pe baza interviurilor cu experți în domeniul apărării, Alex Ward de la Vox⁠(d) a sugerat că numirea lui Patel „nu a fost sinistră”, „nu ar schimba prea multe” și ar fi putut servi unui efort de accelerare a retragerii trupelor din Afganistan. Potrivit unei surse anonime citate de Vanity Fair, Miller a fost un „om de fațadă” în perioada în care a ocupat funcția de secretar interimar al apărării, în timp ce Patel și Cohen-Watnick „luau deciziile” la Departamentul Apărării. O altă sursă a declarat revistei că Patel era cea mai influentă persoană din guvernul SUA în materie de securitate națională.
După alegerile din noiembrie 2020, Patel ar fi împiedicat unii oficiali ai Departamentului Apărării să ajute la tranziția administrației Biden, potrivit NBC. În calitate de șef de cabinet, Patel a fost desemnat să conducă coordonarea Departamentului Apărării cu transiția prezidențială a lui Joe Biden și, de asemenea, a susținut o inițiativă departamentală de separare a Agenției Națională de Securitate de U.S. Cyber Command.

## Activități postguvernamentale (2020-2024)
Patel a fost descris pe scară largă de către organizațiile de știri ca un „Trumpist loialist”. Din 2020, Patel a invocat asocierea sa cu Donald Trump în „întreprinderile pe care le promovează sub logo-ul 'K$H'”. În aprilie 2022, Patel a devenit membru al consiliului de administrație al Trump Media & Technology Group⁠(d), proprietar al platformei media Truth Social. Patel este autorul unei cărți ilustrate pentru copii, intitulată The Plot Against the King (Complotul împotriva regelui), care susține că Dosarul Steele a fost folosit ca probă pentru inițierea investigațiilor privind ingerința Rusiei în alegerile din 2016 din Statele Unite. Ilustrată de Laura Vincent, cartea a fost publicată în mai 2022 de Brave Books.
În 2023, Patel a publicat cartea Government Gangsters, un memoriu parțial care critică „statul în stat⁠(d)”. În cartea sa Government Gangsters, Patel a scris o listă de 60 de persoane care, în opinia sa, erau membri ai „statului în stat”, printre care se numărau: Joe Biden, Kamala Harris, Hillary Clinton, Merrick Garland, Bill Barr⁠(d), Robert Mueller⁠(d), James Comey⁠(d), Mark Esper⁠(d), și Robert Hur⁠(d), printre alții.
La 19 iunie 2022, Trump a trimis o scrisoare către National Archives⁠(d) numindu-i pe Patel și John Solomon ca „reprezentanți pentru accesul la dosarele prezidențiale ale administrației mele”. În 2022, Patel a creat Fight With Kash, o organizație caritabilă 501(c)(3) scutită de taxe, pentru a strânge donații în scopul de a „ajuta alți oameni” aflați în nevoie, deși mai precis pentru a aduce împreună „patrioții America First⁠(d)” și pentru a „ajuta la combaterea statului în stat⁠(d)”. Patel a declarat că a „finanțat campanii ale denunțătorilor”, despre care democrații din Subcomitetul judiciar al Camerei Reprezentanților privind înarmarea, controlat de republicani, au afirmat că includeau foști angajați ai FBI despre care FBI susținea că susțin „o serie alarmantă de teorii ale conspirației legate de atacul din 6 ianuarie de la Capitoliu... și validitatea alegerilor din 2020”. În cursul unei apariții din decembrie 2023 la podcastul „War Room” al lui Steve Bannon, Patel a fost de acord cu afirmațiile lui Bannon conform cărora Donald Trump este „foarte serios” în ceea ce privește intenția sa de a se răzbuna pe dușmanii săi politici în cazul în care va fi ales în 2024. Patel a declarat:
„Vom ieși și vom găsi conspiratorii- nu doar în guvern, ci și în mass-media... vom veni după oamenii din mass-media care au mințit despre cetățenii americani, care l-au ajutat pe Joe Biden să fraudeze alegerile prezidențiale... Vom veni după voi. Fie că va fi penal sau civil, ne vom da seama de asta. Dar da, vă avertizăm pe toți, și Steve, de asta ne urăsc. Acesta este motivul pentru care suntem tiranici. Acesta este motivul pentru care suntem dictatori... Pentru că, de fapt, vom folosi Constituția pentru a-i urmări în justiție pentru crimele de care au spus că am fost întotdeauna vinovați, dar nu am făcut-o niciodată.”
Comentariile lui Patel au fost făcute în timpul unei relatări concomitente în The New York Times despre „o serie de planuri ale dlui Trump și ale aliaților săi care ar răsturna elementele de bază ale guvernării americane, ale democrației, ale politicii externe și ale statul de drept în cazul în care ar recâștiga Casa Albă”. Axios⁠(d) a raportat câteva zile mai târziu că Patel a fost luat în considerare pentru o poziție de vârf în domeniul securității naționale într-o a doua administrație Trump.

## Nominalizare ca director al FBI
În noiembrie 2024, Trump l-a nominalizat pe Patel ca director al Biroului Federal de Investigații pentru a-l succeda pe Christopher A. Wray⁠(d). Dacă va fi confirmat, Patel va fi cel de-al 9-lea director al FBI și primul lider indian-american⁠(d), precum și cel mai tânăr director.
Trump a citat rolul lui Patel în „descoperirea farsei Rusia, Rusia, Rusia” și susținerea sa pentru „adevăr, responsabilitate și Constituție” în anunțarea numirii.
În urma nominalizării sale, Patel a fost vizat de hackeri iranieni, care au accesat unele dintre comunicațiile sale.

## Implicarea în ancheta privind documentele lui Trump
National Archives and Records Administration (NARA) a descoperit în 2021 că Trump a luat documente prezidențiale cu el la casa sa din Florida după ce a părăsit funcția. După ce Trump a returnat unele documente, NARA a constatat că altele încă lipseau, inclusiv unele care erau strict secrete. NARA a sesizat FBI-ul și, după ce cererile și o citație de returnare a documentelor au rămas fără răspuns, FBI a intrat în casa lui Trump în baza unui mandat de percheziție pentru a le recupera. Patel a afirmat public că Trump a declasificat seturi largi de documente sensibile înainte de a părăsi Casa Albă. În octombrie 2022, Patel a fost chemat să depună mărturie în fața unui mare juriu federal care investiga chestiunea, însă a refuzat să răspundă la întrebări, invocându-și dreptul din al Cincilea Amendament împotriva autoincriminării. Patel a fost reprezentat în această cauză de avocatul Stanley Woodward. Departamentul de Justiție a încercat fără succes să convingă un judecător federal să oblige mărturia lui Patel. Procurorii Departamentului de Justiție i-au acordat imunitate limitată împotriva urmăririi penale, după care Patel a depus mărturie la 4 noiembrie 2022.

## Opinii politice
Patel este un adept al teoriei conspirației statului în stat. În 2023, a publicat cartea Government Gangsters: The Deep State, the Truth, and the Battle for Our Democracy, pe care Trump a lăudat-o ca fiind o „foaie de parcurs pentru a pune capăt domniei statului în stat”.
De asemenea, Patel a promovat mai multe teorii ale conspirației legate de vaccinurile anti-COVID-19, alegerile prezidențiale americane din 2020 și angajații guvernului federal. Patel a promovat activ teoria conspirației Qanon⁠(d). Pe Truth Social⁠(d), Patel a promovat un cont cu numele @Q, care distribuie mesaje legate de mișcarea conspiraționistă. Potrivit Media Matters⁠(d), Patel a distribuit o imagine cu un Q în flăcări și a participat la mai multe emisiuni Qanon pentru a îndemna membrii să se alăture Truth Social. Patel a declarat în 2022 că Truth Social încerca să adopte Qanon „în sistemul nostru general de mesaje pentru a capta audiențe” și că figura de frunte a mișcării Qanon „ar trebui să primească credit pentru toate lucrurile pe care le-a realizat”.
Patel a semnat zece exemplare ale cărții sale pentru copii despre „Regele Donald” cu motto-ul Qanon „WWG1WGA” („where we go one, we go all”). El a promovat, de asemenea, hashtagul #WWG1WGA pe Truth Social. De asemenea, pe Truth Social, Patel a promovat utilizarea de pastile care, a spus el, au inversat efectele vaccinurilor anti-COVID-19.

## Viața personală
Patel locuiește în Washington, D.C. Joacă hochei pe gheață. În 2014, conform site-ului juridic Above the Law⁠(d), Patel a fost de acord să participe la o așa-numită licitație a „avocaților foarte frumoși” în beneficiul Switchboard of Miami⁠(d), o organizație de servicii sociale. Ulterior s-a retras din licitație după ce un blogger a observat că licența lui Patel de a practica dreptul în Florida expirase.